# Friedrich Albin Hoffmann

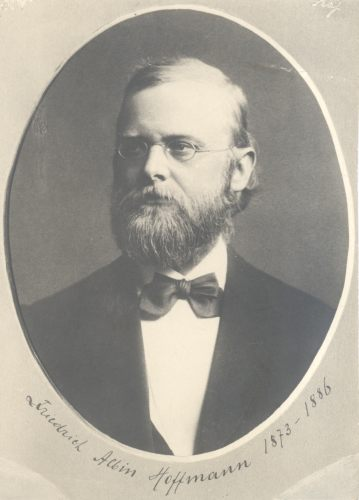
Friedrich Hoffmann

Friedrich Albin Hoffmann (* 13. November 1843 in Ruhrort; † 13. November 1924 in Leipzig) war ein deutscher Anatom und Internist.

## Leben und Wirken
Der Sohn eines Baumeisters studierte von 1864 bis 1869 Medizin in Berlin, Tübingen und Würzburg. Nach seiner Promotion 1868 arbeitete er als Assistenzarzt bei Friedrich Theodor von Frerichs an der Ersten Medizinischen Klinik der Universität Berlin. Nach der Teilnahme am Deutsch-Französischen Krieg 1870/71 habilitierte er sich 1872 für Spezielle Pathologie und Therapie. 1874 wurde er an die Universität Dorpat berufen. 1877 leitete er im Russisch-Türkischen Krieg eine Sanitätsabteilung und wurde zum Wirklichen Staatsrat ernannt. 1886 wechselte er als Ordinarius nach Leipzig, wo er bis 1920 als Nachfolger Adolf von Strümpells auch Direktor der Medizinischen Poliklinik war. Während seiner Amtszeit gelang es Hoffmann, die Leipziger Poliklinik erheblich zu erweitern, so dass sie eine der größten deutschen Polikliniken wurde.
Den Grundstein seiner wissenschaftlichen Karriere legte Hoffmann im Labor Rudolf Virchows. Gemeinsam mit Paul Langerhans erforschte er 1869 die Affinität verschiedener Gewebe zu intravenös injiziertem Zinnober und legte damit die Grundlage für Ludwig Aschoffs Konzept des retikuloendothelialen Systems. Hoffmann arbeitete später vor allem histologisch zu Krankheiten der Bronchien, des Mediastinums sowie Blut- und Stoffwechselkrankheiten. Er profilierte sich außerdem als Diagnostiker. Als einer der ersten deutschen Ordinarien forcierte er in Leipzig die Röntgendiagnostik. Neben seinen einschlägigen Lehrbüchern wurde er vor allem in der Diskussion über die „traumatischen Neurose“ (nach Hermann Oppenheim) zitiert, weil er als einer der ersten einen soziogenen Zusammenhang mit der Unfallversicherung hergestellt hatte. Außerdem maß er der Diätetik als Therapie großen Wert bei.

„Es ist unzweifelhaft, dass die Kunst der Heilung vorzüglich in der richtigen Gestaltung der Lebensweise und Ernährung ihre Erfüllung findet und dass neben diesem Haupt- und Grundmittel alle andere Therapie nur erst in zweiter Linie zu setzen ist. In allen schwierigen Fällen wendet sich der praktische Arzt an die diätetische Heilkunst und umso besser für den Kranken, je früher sich der Arzt an sie wendet und je eher der Kranke selbst erkennt, dass ihm hier in der scheinbar einfachsten Form die wertvollste Verordnung zuteil wird.“

Sein Sohn war der Physiologe Paul Hoffmann (1884–1962).

## Publikationen
- mit Carl Alfred Bock: Experimental-Studien über Diabetes. Berlin 1874.
- Betrachtungen über absolute Milchdiät. Berlin 1884.
- Lehrbuch der Constitutionskrankheiten. Stuttgart 1893.
- Erkrankungen des Mediastinums. Wien 1896.
- Die Reichsversicherungsordnung nach der Vorlesung über soziale Medizin für Juristen und Ärzte. Leipzig 1921.